# Alberto Ruz

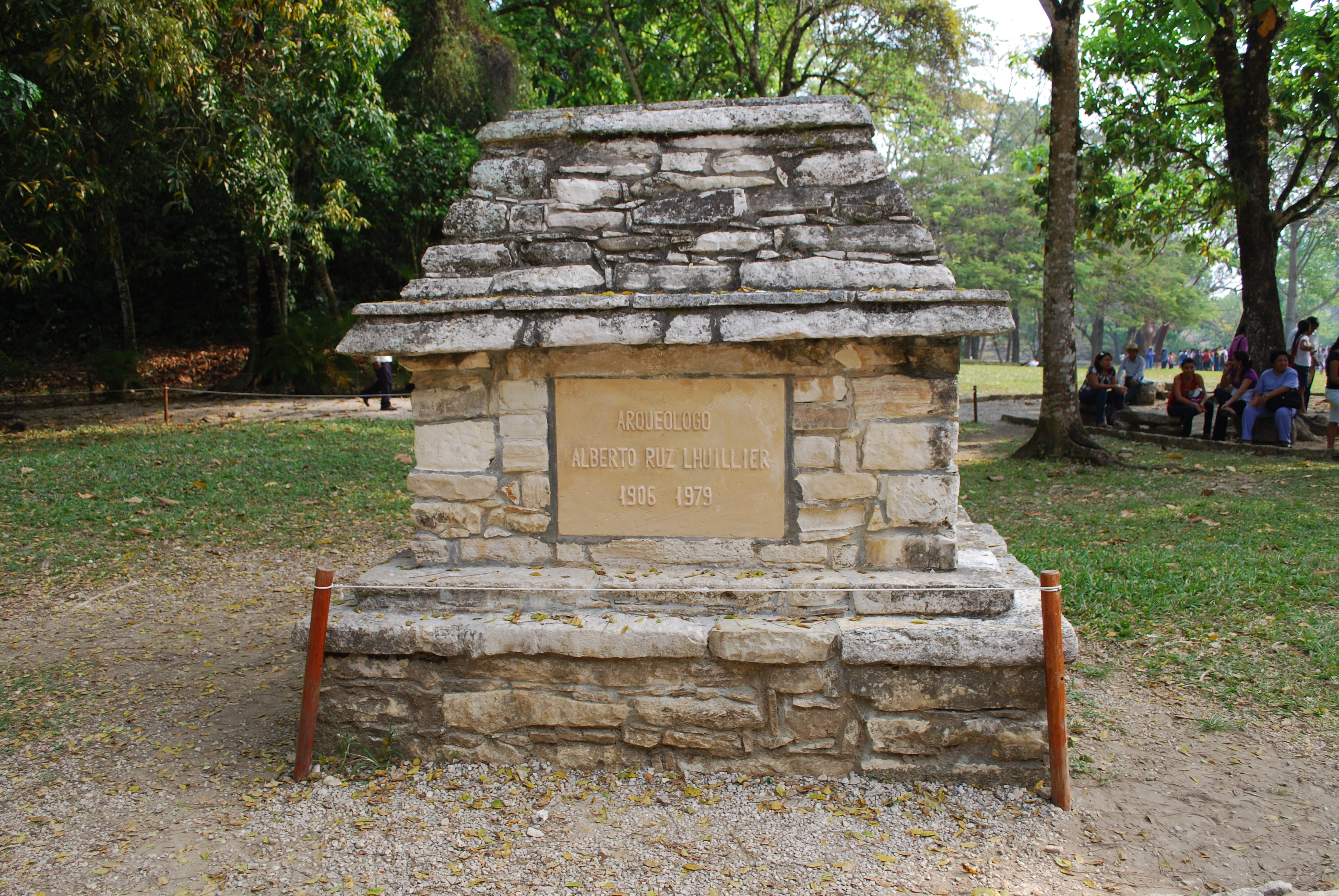
Monument voor Albert Ruz Lhuillier te Palenque, Chiapas, Mexico.

Alberto Ruz Lhuillier (Parijs, 27 januari 1906 – Montreal, 25 augustus 1979) was een Mexicaans archeoloog.
Ruz werd geboren in Frankrijk maar verhuisde naar Cuba en later naar Mexico, waarvan hij in 1936 de nationaliteit aannam. Hij studeerde af als archeoloog aan de Nationale Autonome Universiteit van Mexico (UNAM).
Ruz specialiseerde zich in de Meso-Amerikaanse archeologie. In de jaren vijftig deed hij enkele spectaculaire ontdekkingen. Hij leidde de opgravingen in Palenque, waar hij de tombe van de roemruchte Mayakoning Pacal de Grote ontdekte.
Hij overleed in Canada in 1979.
- Biblioteca Nacional de España: XX1131050
- Bibliothèque nationale de France: cb12475655q (data)
- Catàleg d'autoritats de noms i títols de Catalunya: 981058519619506706
- CiNii: DA04294093
- Gemeinsame Normdatei: 17408336X
- International Standard Name Identifier: 0000 0001 0909 1269
- Library of Congress Control Number: n82056805
- Nationale Bibliotheek van Letland: 000193604
- Nationale bibliotheek van Australië: 35469784
- Nationale Bibliotheek van Israël: 987007378924305171
- Nederlandse Thesaurus van Auteursnamen: 069800073
- Réseau des bibliothèques de Suisse occidentale: 02-A000140695
- Istituto Centrale per il Catalogo Unico: MILV155355
- Système universitaire de documentation: 033952035
- Trove: 964538
- Virtual International Authority File: 64105652
- WorldCat: E39PBJcKJWYF9k7f8jC3dCkxDq